# 레프케구
레프케구(튀르키예어: Lefke İlçesi)는 북키프로스의 구로 행정 중심지는 레프카(터키어 이름은 레프케)이며 인구는 11,091명(2011년 기준)이다. 1개 소관구(Lefke)를 관할한다. 2016년 12월 27일 귀젤유르트구에서 분리되어 신설되었다. 월경지인 코키나(에렝쾨이)가 이 구에 속한다.